# Covunco Centro
Covunco Centro o Villa Militar de Covunco es una localidad argentina ubicada en el Departamento Zapala de la Provincia del Neuquén.
Se encuentra en el cruce de las rutas provinciales 3 y 14, a 1,5 km del centro de Mariano Moreno, con la cual se halla conurbada, entre ambas localidades cuentan con 2,660 habitantes (Indec, 2010).

## Historia
En 1879 la IV División del Ejército hizo base en la confluencia del arroyo Covunco con el río Neuquén en el paraje llamado Covunco Centro, antiguamente denominado Fortín Covunco. Antes de la construcción del barrio los militares residían en carpas. La villa fue el primer asentamiento militar permanente en la Patagonia, siendo edificado en 1937; sus calles están pavimentadas y se distinguen las casas de los oficiales y suboficiales por revestimientos en tejas y piedras. Ingenieros alemanes dirigieron la construcción que incluyó una usina eléctrica y canales de riego para la localidad; la villa de Mariano Moreno tuvo su origen en este asentamiento, ya que muchos de sus primeros pobladores fueron personal que llegó para la construcción del cuartel. Se promociona como un destino turístico, destacándose una sala dedicada a la historia dentro del Regimiento de Infantería de Montaña 10, el barrio militar y la capilla castrense con revestimiento en piedra laja. En 2007 fue declarado Monumento Histórico Nacional.

## Demografía
En 2001 fueron censadas 395 habitantes. El último censo de 2022 se conoció una población dentro de la comisión de fomento de Covunco Abajo  de 254 habitantes y 107 viviendas.Además, fue integrado en la población de Mariano Moreno desde este censo no informándose más su población individual.